# Kasterleepark

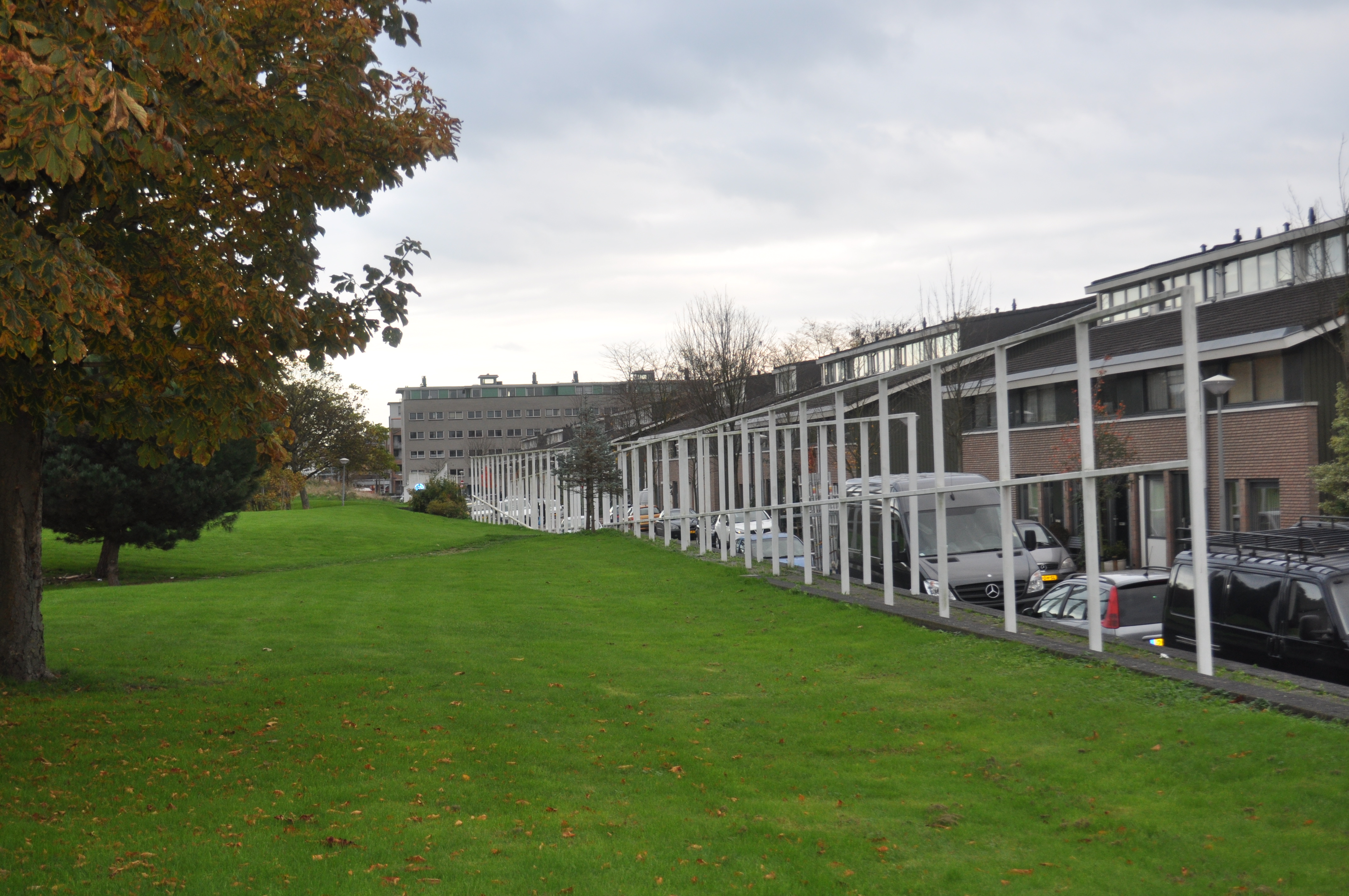
Kasterleepark

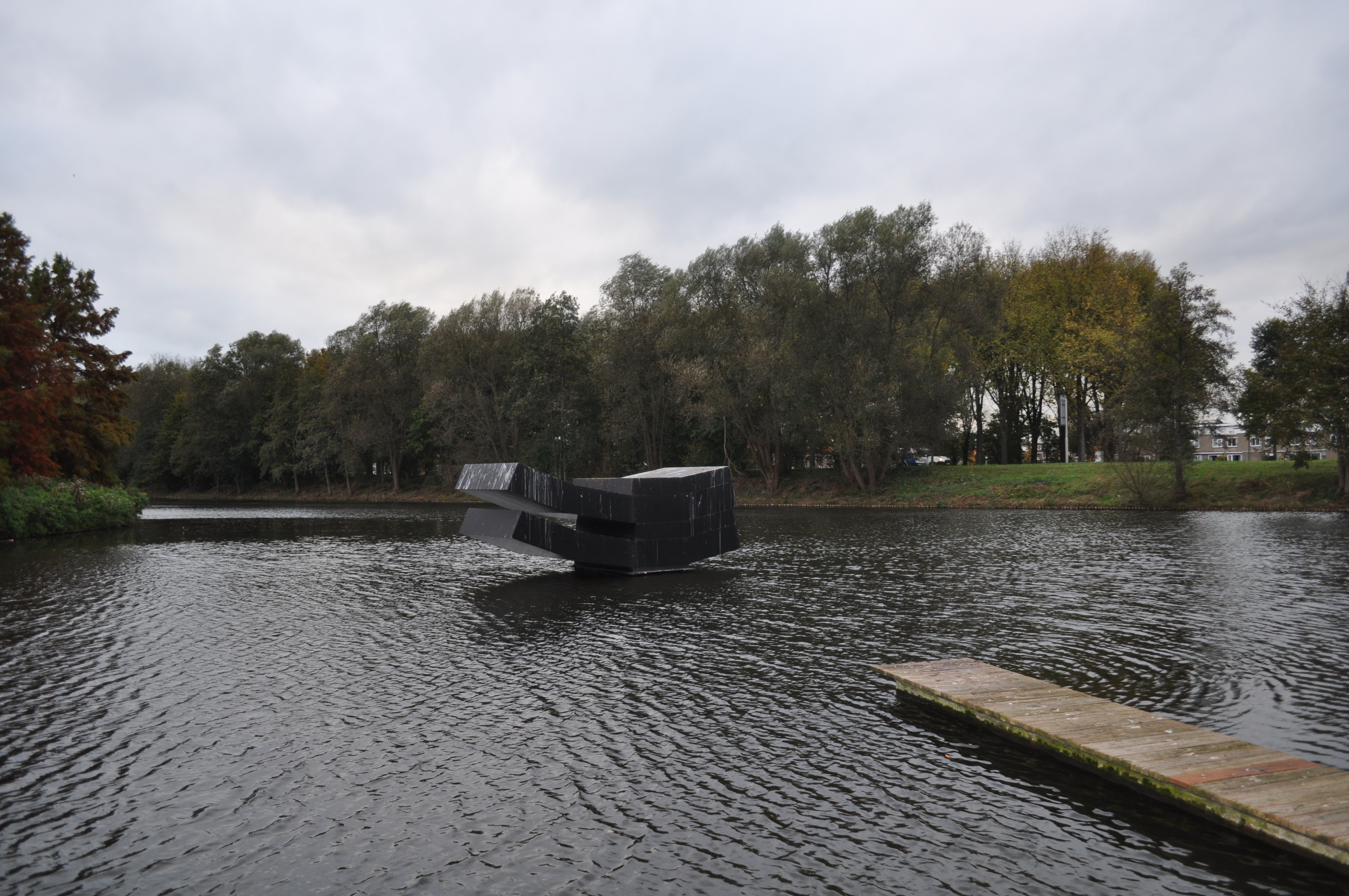
Black Waves

Het Kasterleepark is een van de jongste parken van Amsterdam. Het is vernoemd naar de Belgische plaats Kasterlee en ligt in de wijk Nieuw Sloten, het werd aangelegd in de jaren negentig. Het park ligt tussen de Plesmanlaan, Hamontstraat, Antwerpenbaan en Herentalstraat. Het fietspad tussen Westmallepad en Maaseikstraat doorkruist het park.

## Voorzieningen
In het Kasterleepark zijn de volgende voorzieningen te vinden:
- Basketbal-/voetbalkooi
- Voetbalveld
- Speeltuin
- Rozentuin
- Grasveld
- Fitnessapparatuur

## Bereikbaarheid
Het park is goed te bereiken met tramlijn 2, halte Centrum Nieuw Sloten. Buslijnen 195 (Connexxion) en 369 (GVB) stoppen op loopafstand aan de andere kant van het winkelcentrum Belgiëplein bij halte Belgiëplein.

## Kunst in de openbare ruimte
In het park staan de volgende beelden:
- Black Waves van Lon Pennock
- Lamellenhek van Rik van Dolderen
- Baldakijn van Rik van Dolderen